# Пошарове турбо-вприскування палива
Пошарове турбо-вприскування пального (англ. Turbo fuel stratified injection, TFSI) — система турбо-моторів із безпосереднім впорскуванням пального під тиском у камеру згоряння. Це поєднання турбіни із технологією прямого впорскування FSI. Мотори з технологією TFSI дозволяють досягнути високої потужності і крутного моменту при низьких витратах пального.

## Використання технології
Компанія Audi використовує абревіатуру TFSI для позначення технології безпосереднього впорскування з турбіною у своїх двигунах. Volkswagen цю ж саму технологію позначає абревіатурою TSI.
Вперше цю техногогію Audi використала у моторі об'ємом 2.0, який дебютував в моделі Audi A4. Двигун 2.0 TFSI першого покоління видавав 200 к.с. і 280 НМ. В минулому, щоб досягнути таких показників, був необхідний 6-циліндровий двигун великого об'єму. Характеристики двигуна 2.0 TFSI другого покоління зросли і потужність тепер становить 211 к.с. при 4300-6000 об/хв, а крутний момент 350 при 1500-4200 об/хв. Для порівняння, атмосферний 6-циліндровий двигун 3.2 FSI, який Audi зняла з виробництва у 2011 році, видавав 255 к.с. при 6500 об/хв, а крутний момент 330 при 3000-5000 об/хв. 
Двигун 2.0 TFSI 5 разів вигравав конкурс Міжнародний двигун року.
В 2009 Audi позначила цією технологією компресорний двигун об'ємом 3.0, у якого замість турбіни стоїть компресор.